# Macrolabis hippocrepidis
Macrolabis hippocrepidis är en tvåvingeart som beskrevs av Jean-Jacques Kieffer 1898. Macrolabis hippocrepidis ingår i släktet Macrolabis och familjen gallmyggor. Inga underarter finns listade i Catalogue of Life.